# 三位
三位（さんみ、さんい）は、日本の位階及び神階における位の一つである。複数の異なる制度で使われた。律令制および近現代の位階制では、正三位と従三位の総称である。

## 諸王の位
天武天皇元年（672年）に壬申の乱で勝利し、翌年（673年）2月27日に即位した天武天皇は、臣下に与えた冠位とは別に、皇子を除く皇族王に三位、四位などの位を与えた。この諸王の位がいつ制定されたかは不明である。
諸王三位として知られる人物には、麻績王（麻続王）、屋垣王、稚狭王、高坂王がいる。
- 麻績王（麻続王） - 天武天皇4年（675年）4月18日、因幡に流される[1]。
- 屋垣王 - 天武天皇5年（676年）9月12日、筑紫大宰、土佐に流される。
- 稚狭王 - 天武天皇7年（678年）9月没。
- 高坂王 - 天武天皇12年（683年）6月6日没。

## 律令制の位
大宝律令以降の日本の律令制では、正三位と従三位の二つの位階があり、三位はその総称である。四位以下は正・従がそれぞれさらに上下に分割されたが、三位以上は正従の二つだけである。また三位以上は貴とされ、四位・五位の通貴と区別された。

## 近現代の位
近現代の制度でも引き続き正三位と従三位が置かれた。